# Mezquite Gordo, Veracruz
Mezquite Gordo är en ort i Mexiko.   Den ligger i kommunen Pueblo Viejo och delstaten Veracruz, i den östra delen av landet, 300 km norr om huvudstaden Mexico City. Mezquite Gordo ligger 6 meter över havet och antalet invånare är 131.
Terrängen runt Mezquite Gordo är platt. Havet är nära Mezquite Gordo åt nordost. Runt Mezquite Gordo är det glesbefolkat, med 10 invånare per kvadratkilometer. Närmaste större samhälle är Tampico, 19,0 km norr om Mezquite Gordo. Omgivningarna runt Mezquite Gordo är en mosaik av jordbruksmark och naturlig växtlighet.